# Zinnschmelze
Zinnschmelze bezeichnet die Schmelze (den flüssigen Aggregatzustand oberhalb von 231,93 °C) des Metalls Zinn, die beispielsweise für das Gießen von Gussteilen verwendet wird, sowie eine industrielle Anlage zu dessen Herstellung. Teilweise werden auch historische Gebäude trotz Umnutzung, beispielsweise als Gastronomiebetrieb oder Kulturzentrum, weiter Zinnschmelze genannt.

## Geschichte

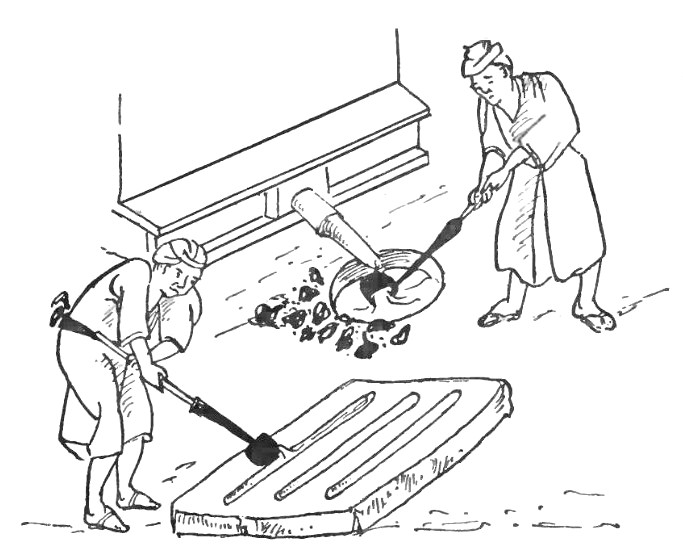
Zinnschmelze in Japan um 1900.

Das seit der Bronzezeit bekannte Zinn wird ab dem frühen Mittelalter zur Herstellung von Zinngussprodukten wie Bestecke, Zinnfiguren oder Geräte für den kirchlichen Gebrauch verwendet. Seit dieser Zeit war der Zinngießer ein spezieller Handwerksberuf, der sich bis heute, allerdings in ganz geringem Umfang, erhalten hat. Mit der Industrialisierung veränderte sich die Anwendung von Zinnguss durch die Entwicklung neuer Materialien. Gebrauchsgegenstände fielen weg, dafür kamen Gussformen aus Zinn beispielsweise für die Gummiindustrie, elektronische Bauteile sowie Schmuck in verschiedenen Zinnlegierungen hinzu.

## Verfahren
Das feste Zinn wird in Tiegeln durch Erhitzen auf ca. 160–300 °C und den Zusatz von Antimon, Blei und Kupfer gussfähig gemacht. Die so entstandene Zinnschmelze kann jetzt in vorbereitete Formen gegossen wenden und ergibt nach dem Erkalten ein metallisches Werkstück. Bekannt ist dieses Verfahren auch aus dem traditionellen Bleigießen, bei dem entgegen dem Namen Zinn statt Blei verwendet wird.